# Keith Millen
Keith Derek Millen (ur. 26 września 1966 w Croydon, Londyn, Anglia) – angielski piłkarz, który występował na pozycji obrońcy, później trener piłkarski. Od 3 listopada 2012 roku do 23 października 2013 roku był asystentem Iana Hollowaya w Crystal Palace. Po zwolnieniu Hollowaya został tymczasowym menedżerem drużyny. W pierwszym spotkaniu pod jego wodzą Palace przegrali 0-2 z Arsenalem.